# Kottur
Kottur là một thị xã panchayat của quận Coimbatore thuộc bang Tamil Nadu, Ấn Độ.

## Địa lý
Kottur có vị trí 9°14′B 78°03′Đ / 9,23°B 78,05°Đ Nó có độ cao trung bình là 39 mét (127 feet).

## Nhân khẩu
Theo điều tra dân số năm 2001 của Ấn Độ, Kottur có dân số 24.999 người. Phái nam chiếm 50% tổng số dân và phái nữ chiếm 50%. Kottur có tỷ lệ 63% biết đọc biết viết, cao hơn tỷ lệ trung bình toàn quốc là 59,5%: tỷ lệ cho phái nam là 71%, và tỷ lệ cho phái nữ là 56%. Tại Kottur, 10% dân số nhỏ hơn 6 tuổi.